# Casademunt del Pi
Casademunt del Pi és una masia de Sant Agustí de Lluçanès (Osona) inclosa a l'Inventari del Patrimoni Arquitectònic de Catalunya.

## Descripció
El nucli de la casa està format per un cos de planta rectangular al qual se li han afegit diversos cossos també de planta rectangular: a la dreta de la façana principal, a la part del darrere de la casa i al lateral dret. Els murs són de pedra irregular i poc morter i totes les obertures tenen llinda, muntants i ampit de pedra. La porta principal és adovellada. Les diverses construccions annexes que s'han anat fent davant de la casa (pallers, tanca de pedra...) han arribat a donar un pati tancat davant de la casa.

## Història
Les primeres notícies documentals de la casa són -segons l'amo- del 1500. Les diverses construccions avui conservades són estructures que poden considerar-se dels segles XVII i xviii.
Els terrenys d'aquesta casa inclouen la parròquia sufragània de Sant Agustí de Lluçanès, Sant Genís del Pi, que durant anys ha donat nom a la casa de Casademunt del Pi.